# Tour du Finistère 2005
Il Tour du Finistère 2005, ventesima edizione della corsa e valida come evento dell'UCI Europe Tour 2005 categoria 1.1, si svolse il 16 aprile 2005 su un percorso totale di circa 175,3 km. Fu vinto dall'australiano Simon Gerrans che terminò la gara in 4h18'27", alla media di 40,696  km/h.
All'arrivo 75 ciclisti portarono a termine il percorso.

## Ordine d'arrivo (Top 10)
| Pos. | Corridore          | Squadra         | Tempo    |
| ---- | ------------------ | --------------- | -------- |
| 1    | Simon Gerrans      | AG2R Prév.      | 4h18'27" |
| 2    | David Moncoutié    | Cofidis         | s.t.     |
| 3    | Jurij Trofimov     | Omnibike        | s.t.     |
| 4    | Anthony Charteau   | Bouygues Tél.   | s.t.     |
| 5    | Benoît Vaugrenard  | F. des Jeux     | a 4"     |
| 6    | Nicolas Roche      | Cofidis         | a 18"    |
| 7    | Francesco Bellotti | Crédit Agricole | s.t.     |
| 8    | Ben Day            | Mr Bookmaker    | s.t.     |
| 9    | Jonas Holmkvist    | Amore & Vita    | s.t.     |
| 10   | Yann Pivois        | Bretagne        | s.t.     |